# Unione Nazionale Fiamminga
L'Unione Nazionale Fiamminga (in fiammingo Vlaamsch Nationaal Verbond, VNV) è stato un partito politico nazionalista e fascista fiammingo del Belgio, fondato da Staf De Clercq l'8 ottobre 1933. De Clercq era definito den Leider ("la Guida").

## Creazione

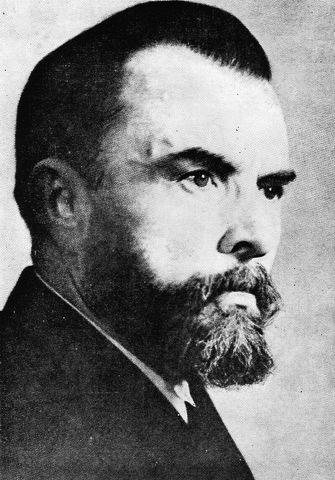
Staf De Clercq, fondatore del VNV

Il VNV era legata all'idea di unire in un unico movimento tutti i partiti fiamminghi che esistevano alla fine degli anni venti in Belgio, un obiettivo finalmente raggiunto con la creazione di questo partito, dopo il quale hanno iniziato a sostenere la creazione di uno Stato pan-olandese, da chiamare Dietsland, e che avrebbe incluso sia le Fiandre che il Regno dei Paesi Bassi. Il suo slogan era "Autorità, disciplina, Dietsland".
Il nuovo partito divenne più autoritario, in dottrina, e divenne rapidamente un movimento fascista, prendendo spunto da questo per i suoi programmi politico-sociali, nonostante comprendesse un folto gruppo di elementi democratici.

## Collaborazione

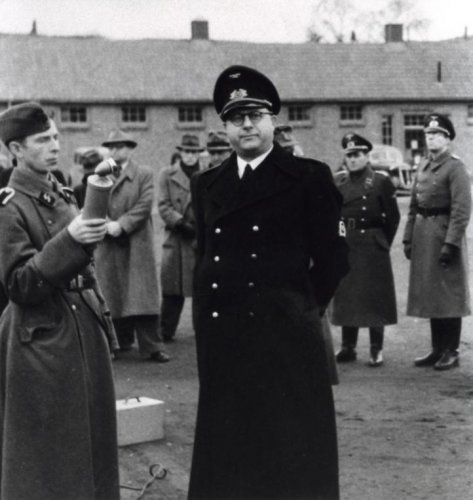
Hendrik Elias, leader del partito dopo la morte di Staf de Clercq

Quando la Germania nazista invase il Belgio nel 1940, De Clerq immediatamente si rivolse ad essa, contrariamente alle sue precedenti dichiarazioni contro il collaborare in una situazione analoga. Adolf Hitler difatti scelse di non installare un governo civile, come nel caso olandese, ma un governo militare guidato dal generale Alexander von Falkenhausen della Wehrmacht. Questo spiazzò il VNV dalla vita politica del paese, e lo spinse ad intensificare la loro attività propagandistica, allo scopo di acquisire influenza. Hitler e il leader delle SS Heinrich Himmler beneficiarono della situazione, aumentando la concorrenza tra i vari gruppi politici per stabilire un rapporto privilegiato nella loro collaborazione, formando la 6. SS-Freiwilligen-Sturmbrigade Langemarck e DeVlag, la Comunità dei lavoratori tedesco-fiamminghi.
De Clercq morì improvvisamente nel mese di ottobre 1942, e fu sostituito da Hendrik Elias, di più moderata tendenza. Elias continuò la collaborazione, ma cercando di raggiungere accordi con il governo militare, al fine di impedire l'insediamento di un governo civile che sarebbe stato inevitabilmente dominato dagli elementi fiamminghi più filo-tedeschi. Elias riuscì ad impedire che Hitler dichiarasse l'annessione della regione fiamminga alla Germania, ed anzi ottenne la promessa che a guerra finita il Belgio sarebbe stato dichiarato sciolto e suddiviso tra Francia (parte francofona) e Paesi Bassi (parte fiamminga).
Il VNV è stato bandito dopo la guerra ed Elias è stato incarcerato fino al 1959.